# Hemicyon
Hemicyon és un gènere de mamífer carnívor extint de la família dels ossos (Ursidae). Se n'han trobat restes fòssils a Àsia, Europa i Nord-amèrica.